# (6606) Makino
(6606) Makino ist ein Asteroid des äußeren Hauptgürtels, der am 16. Oktober 1990 vom japanischen Astronomen Tsutomu Seki am Geisei-Observatorium (IAU-Code 372) entdeckt wurde.
Der Asteroid wurde am 24. Dezember 1996 nach dem japanischen Botaniker Makino Tomitarō (1862–1957) benannt, der in seinem 1936 erschienenen sechsbändigen Werk Makino's Book of Botany über 1000 Arten erstmals beschrieb.